# Antonio Cetrángolo

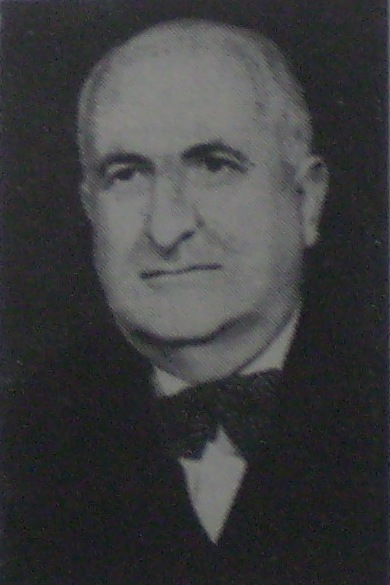
Antonio Cetrángolo.

El Dr. Antonio A. Cetrángolo fue un médico clínico argentino, dedicado en forma especial y destacada a la tisiología. 
La tisiología tuvo numerosos cultores, en gran parte discípulos suyos, dada la enorme cantidad de enfermos difícilmente curables antes de la era del antibiótico. El Dr. Cetrángolo se dedicó intensamente al tratamiento de estos enfermos, a la investigación de procedimientos que como el neumotórax artificial y la cirugía lograban la curación de algunos pacientes. Fue un maestro que durante toda la vida enseñó no solamente la especialidad sino también y en alto grado la hombría de bien.

## Biografía
Nació el 7 de marzo de 1888 en la ciudad de General Las Heras, provincia de Buenos Aires. De origen muy humilde, su afán fue el estudio. En 1907 se recibió de maestro normal y ejerció en la Capital Federal hasta 1914. 
En 1912 obtuvo el título de profesor de enseñanza secundaria en la especialidad Biología y fue profesor en la ciudad de La Plata y en Morón, obteniendo su título de doctor en Medicina, en 1916 en la Universidad de Buenos Aires. 
Apenas recibido y por consejo del Dr. Luis Tamini, se trasladó a la provincia de Córdoba, como médico interno del Sanatorio Nacional de Tuberculosos Santa María, en Cosquín. Allí comenzó su actividad civilizadora. Fue autodidacta, aprendió alemán e inglés sin maestros; conocía bien el francés porque había estudiado en obras de ese idioma mientras fue estudiante de medicina. Al igual que sus hermanos José y Catalina se dedicó toda su vida a la rama de la tisiología.
Fue director del Dispensario Provincial Antituberculoso de Cosquín (1921-1928), y en la misma época, codirector del Sanatorio Privado de Montaña Mieres, también en Cosquín. Mientras tanto, tuvo actuación universitaria en la ciudad de Córdoba, siendo Consejero de la Facultad de Medicina, delegado al Consejo Superior y profesor de Materia Médica y Terapéutica. 
En 1929 regresó a Buenos Aires, siendo médico del Hospital Tornú y del Hospital Muñiz (1930-1931). Trabajó en Avellaneda como Jefe del Consultorio para Enfermedades del aparato respiratorio del Hospital Fiorito (1929-31), donde junto con el Dr. Alejandro Pavlovsky dio impulso a la cirugía de la Tuberculosis. 
Volvió a Córdoba en 1931 para dirigir el Sanatorio Ascochinga, de esa localidad. Ese fue un lugar donde la fama ya adquirida le permitió brillar y ser reconocido como Maestro. Tuvo cargos en Sociedades Médicas de Córdoba y fue reconocido por organizaciones médicas del extranjero. Se interesó por difundir ideas y fundó en Cosquín la Biblioteca Nicolás Avellaneda y en Córdoba el Colegio Libre de Cultura Popular.
En 1940 fue llamado por el Gobierno Nacional para dirigir el Hospital Nacional Central, también para tuberculosos, que se instaló en el viejo Hospital Militar, en la calle Pozos y Caseros en la Capital Federal. En 1945 se editó un importante libro médico-filosófico llamado "Treinta años cuidando tuberculosos".
En 1947 tuvo que abandonar el hospital y fue llamado a trabajar en el Centro de Profilaxis y Tratamiento Antituberculoso de Vicente López. Fue asesor en la reconstrucción del Sanatorio de Llanura de Pergamino, provincia de Buenos Aires, que se inauguró en 1938 y en la construcción de Pabellones para Tuberculosos que la Dirección de Higiene de la Provincia de Buenos Aires construyó en distintas localidades, en vecindad de hospitales generales.
En uno de esos pabellones, construidos en la vecindad del Hospital Municipal de Vicente López, dedicó sus últimos años reuniendo nuevamente a sus discípulos y formando nuevos, que continuando su obra transformaron el Centro de Profilaxis y Tratamiento en el Hospital del Tórax.
El nombre del Dr. Antonio Augusto Cetrángolo se impuso al Hospital,  a una calle de Vicente López y a una estación ferroviaria cercana al hospital.
Falleció el 21 de septiembre de 1949.